# Associació de Nacions del Sud-est Asiàtic
L'Associació de Nacions del Sud-est Asiàtic (ASEAN per les seves sigles en anglès de Association of Southeast Asian Nations) és una associació d'estats del sud-est d'Àsia amb finalitats polítiques, econòmiques i culturals.
Va ser fundada el 8 d'agost de 1967 per Indonèsia, Malàisia, Filipines, Singapur i Tailàndia basant-se en la Declaració de Bangkok. Des de llavors s'han incorporat com a membres Brunei, Myanmar, Cambodja, Laos i el Vietnam, de manera que actualment és formada per 11 estats, des de la incorporació, l'11 de novembre del 2022, del Timor Oriental. Els principals objectius de l'ASEAN són els d'accelerar el creixement econòmic, el progrés social, el desenvolupament cultural entre els seus membres, fomentar la pau i l'estabilitat regional i proporcionar als països membres un marc on puguin discutir les seves diferències de manera pacífica.

## Característiques
L'ASEAN ha establert un fòrum conjunt amb el Japó, i sosté un acord de cooperació amb la Unió Europea (UE). La seu permanent d'ASEAN és a Jakarta. Tots els estats membres es reuneixen cada novembre en una cimera. Per a l'any 2020 està prevista una integració de tipus econòmic.
L'ASEAN abasta una superfície de 4,46 milions de km², el que representa un 3% de la superfície total de la Terra, i té una població d'aproximadament 600 milions de persones, el 8,8% de la població mundial. La zona marítima de l'ASEAN és aproximadament tres vegades major que la seva extensió terrestre. El 2010, el seu PIB nominal combinat havia arribat als 1,8 bilions de dòlars estatunidencs. Si es considerés l'ASEAN com una sola entitat, se situaria com la novena economia més gran del món.

## Història

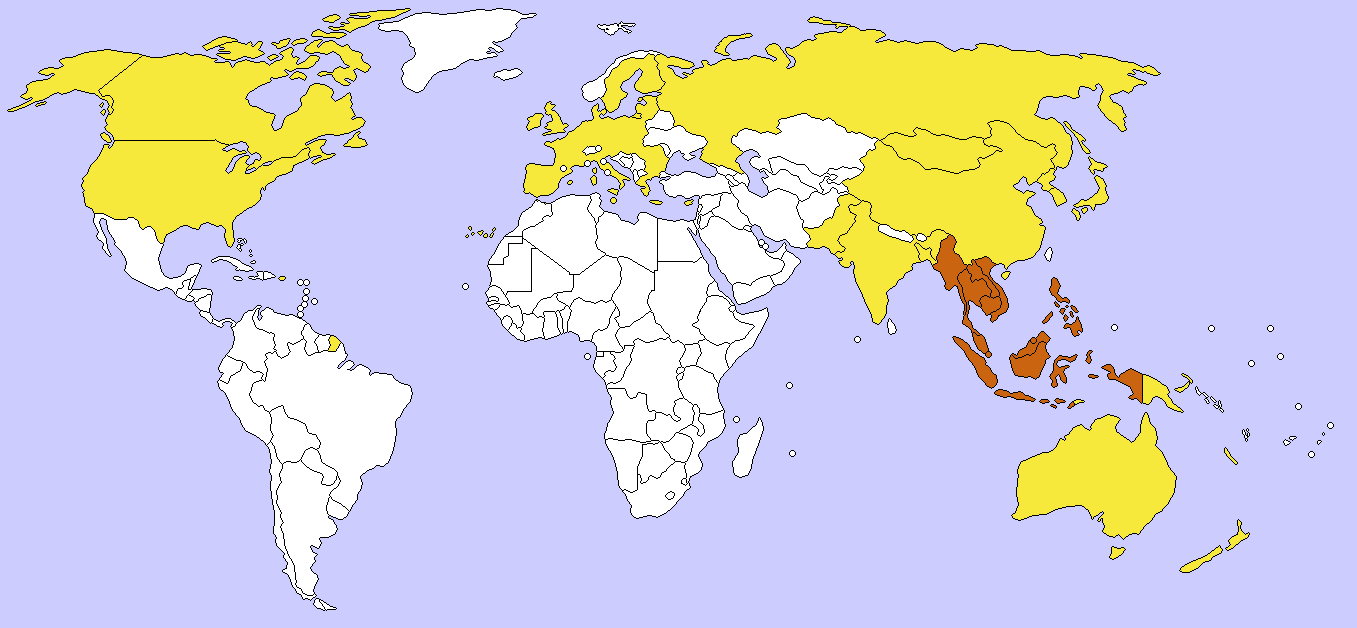
Països de l'ASEAN i membres observadors

L'ASEAN va ser precedida per una organització anomenada l'Associació del Sud-est d'Àsia, comunament anomenada ASA, una aliança composta per les Filipines, Malàisia i Tailàndia, que es va formar el 1961. El bloc en si, però, es va establir el 8 d'agost de 1967, quan els ministres d'Afers Exteriors de cinc països (Indonèsia, Malàisia, Filipines, Singapur i Tailàndia) es van reunir en el Ministeri Thai d'Afers Exteriors amb seu a Bangkok i van signar la declaració de l'ASEAN, més comunament coneguda com la Declaració de Bangkok. Es consideren com els pares fundadors de l'organització, els cinc ministres de relacions exteriors: Adam Malik d'Indonèsia, Narciso Ramos de les Filipines, Abdul Razak Hussein de Malàisia, S. Rajaratnam de Singapur, i Thanatos Khoman de Tailàndia.
Les motivacions per al naixement de l'ASEAN són el desig d'un entorn extern estable, de manera que els seus membres governants es puguin concentrar en la construcció de la nació, el temor comú al comunisme, la disminució de la fe o la desconfiança dels poders externs a conseqüència dels esdeveniments de la dècada del 1960, així com l'aspiració per al desenvolupament econòmic nacional. A diferència de la Unió Europea, l'ASEAN ha estat dissenyat per servir als nacionalismes.
El 1976, l'estat de Papua Nova Guinea, a la Melanèsia, va obtenir la condició d'observador. Al llarg de la dècada del 1970, l'organització es va embarcar en un programa de cooperació econòmica, arran de la Cimera de Bali de 1976. Aquesta iniciativa va fracassar a mitjans dels anys 1980 i només es va revifar al voltant de 1991 a conseqüència d'una proposta de Tailàndia que plantejà una àrea de lliure comerç regional. El bloc de partidaris va augmentar quan Brunei es va convertir en el sisè membre després de la seva adhesió el 8 de gener de 1984, tot just una setmana després que el país va assolir la independència, l'1 de gener de 1984.
El 28 de juliol de 1995, Vietnam es va convertir en el setè membre. Dos anys més tard, el 23 de juliol de 1997, Laos i Birmània (Myanmar) es van afegir al grup. Cambotja havia d'afegir-se al mateix temps que Laos i Myanmar, però va haver d'ajornar a causa de la lluita interna que vivia el país. El país va entrar a formar part de l'associació més tard, el 30 d'abril de 1999, després de l'estabilització del seu govern.

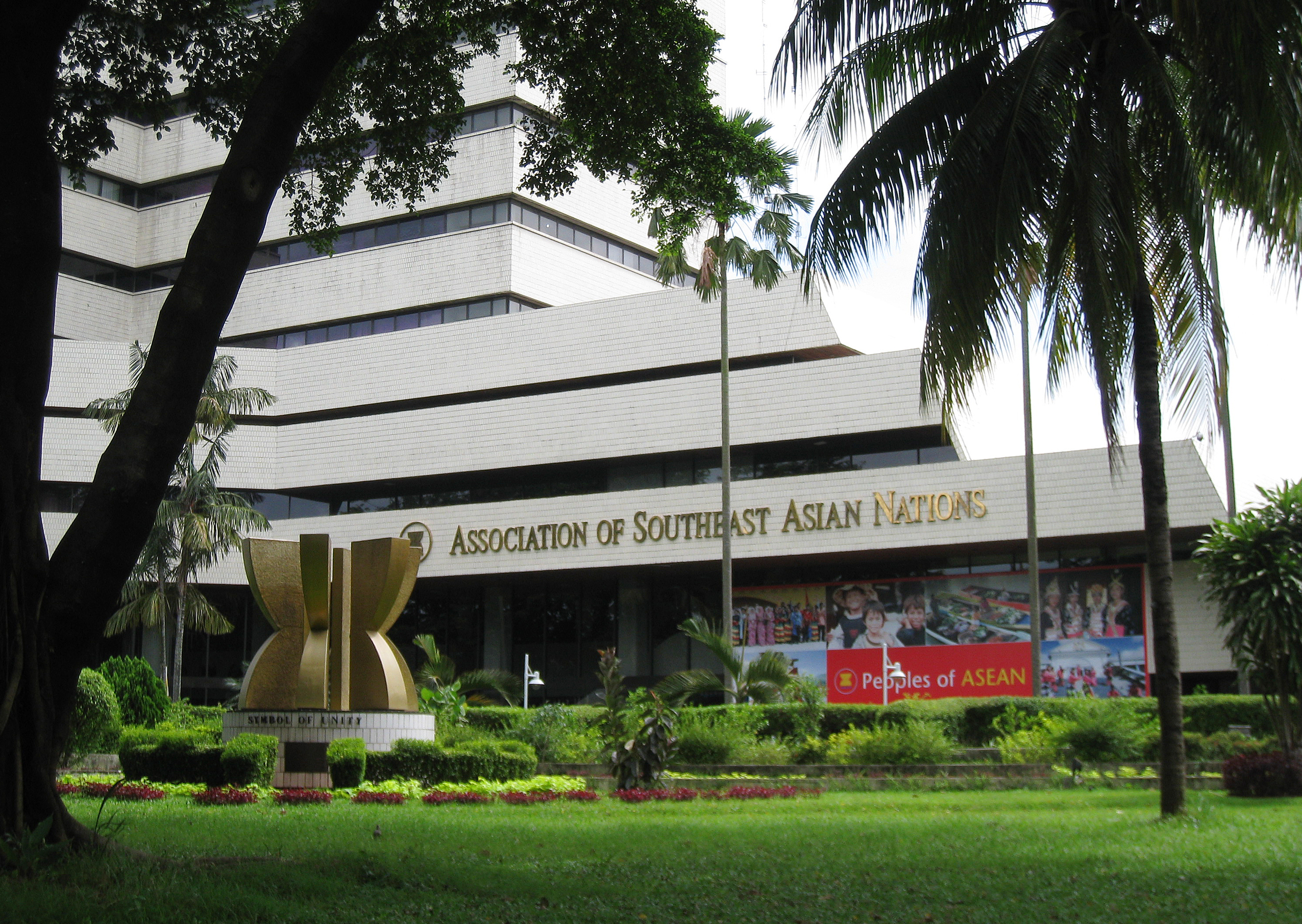
Secretariat de l'ASEAN a Jalan Sisingamangaraja No.70A, sud de Jakarta, Indonèsia.

Durant el decenni de 1990, el bloc van experimentar un augment en el nombre de membres, així com en la unitat per a una major integració. El 1990, Malàisia va proposar la creació d'un Grup Econòmic de l'Àsia Oriental, grup que el componien els aleshores membres de l'ASEAN, així com el República Popular de la Xina, el Japó i Corea del Sud, amb la intenció de contrarestar la creixent influència dels Estats Units a l'APEC, així com a la regió d'Àsia en el seu conjunt. Aquesta proposta, però, es trobà amb una forta oposició per part del Japó i els Estats Units.
Malgrat aquest fracàs, els estats membres van seguir treballant per una major integració. El 1992 es va signar l'Aranzel preferencial comú efectiu (CEPT), amb un calendari per a l'eliminació gradual de tarifes i com una meta per augmentar l'avantatge competitiu de la regió i com una base de producció orientada al mercat mundial. Aquesta llei va actuar com a marc per a la Zona de Lliure Comerç de l'ASEAN. Després de la crisi financera de l'Àsia oriental de 1997, a Chiang Mai es va establir un renaixement de la proposta de Malàisia, coneguda com la Iniciativa Chiang Mai, que advoca per una millor integració entre les economies de l'ASEAN, així com de la Xina, el Japó, i Corea del Sud.

## Estats membres
Membres fundadors:
- Indonèsia
- Malàisia
- Filipines
- Singapur
- Tailàndia

Membres adherits amb posterioritat:
- Brunei (1984)
- Vietnam (1995)
- Laos (1997)
- Myanmar (1997)
- Cambodja (1999)

|                 | País         | Capital             | Superfície (km²) | Població    | Densitat  | UTC        | Llengües oficials                   |
| --------------- | ------------ | ------------------- | ---------------- | ----------- | --------- | ---------- | ----------------------------------- |
| Brunei          | Brunei       | Bandar Seri Begawan | 5.765            | 474.800     | 82/km²    | +8         | Malai                               |
| Cambodja        | Cambodja     | Phnom Penh          | 181.035          | 16.131.000  | 89/km²    | +7         | Khmer                               |
| Illes Filipines | Filipines    | Manila              | 300.030          | 110.574.614 | 369/km²   | +8         | Tagàlog, Anglès                     |
| Indonèsia       | Indonèsia    | Jakarta             | 1.904.569        | 275.960.000 | 144/km²   | +7, +8, +9 | Indonesi                            |
| Laos            | Laos         | Vientiane           | 236.800          | 7.758.000   | 33/km²    | +7         | Laosià                              |
| Malàisia        | Malàisia     | Kuala Lumpur        | 323.847          | 32.671.000  | 101/km²   | +8         | Malai                               |
| Myanmar         | Myanmar      | Naypyidaw           | 676.578          | 55.745.000  | 82/km²    | +6:30      | Birmà                               |
| Singapur        | Singapur     | Singapur            | 707,1            | 5.680.600   | 8.024/km² | +8         | Malai, Xinès mandarí, Anglès, Tàmil |
| Tailàndia       | Tailàndia    | Bangkok             | 515.115          | 70.470.000  | 137/km²   | +7         | Tailandès                           |
| Vietnam         | Vietnam      | Hanoi               | 331.690          | 100.222.000 | 302/km²   | +7         | Vietnamita                          |
|                 | TOTAL (2020) |                     | 4.476.137        | 675.687.014 | 151/km²   |            |                                     |

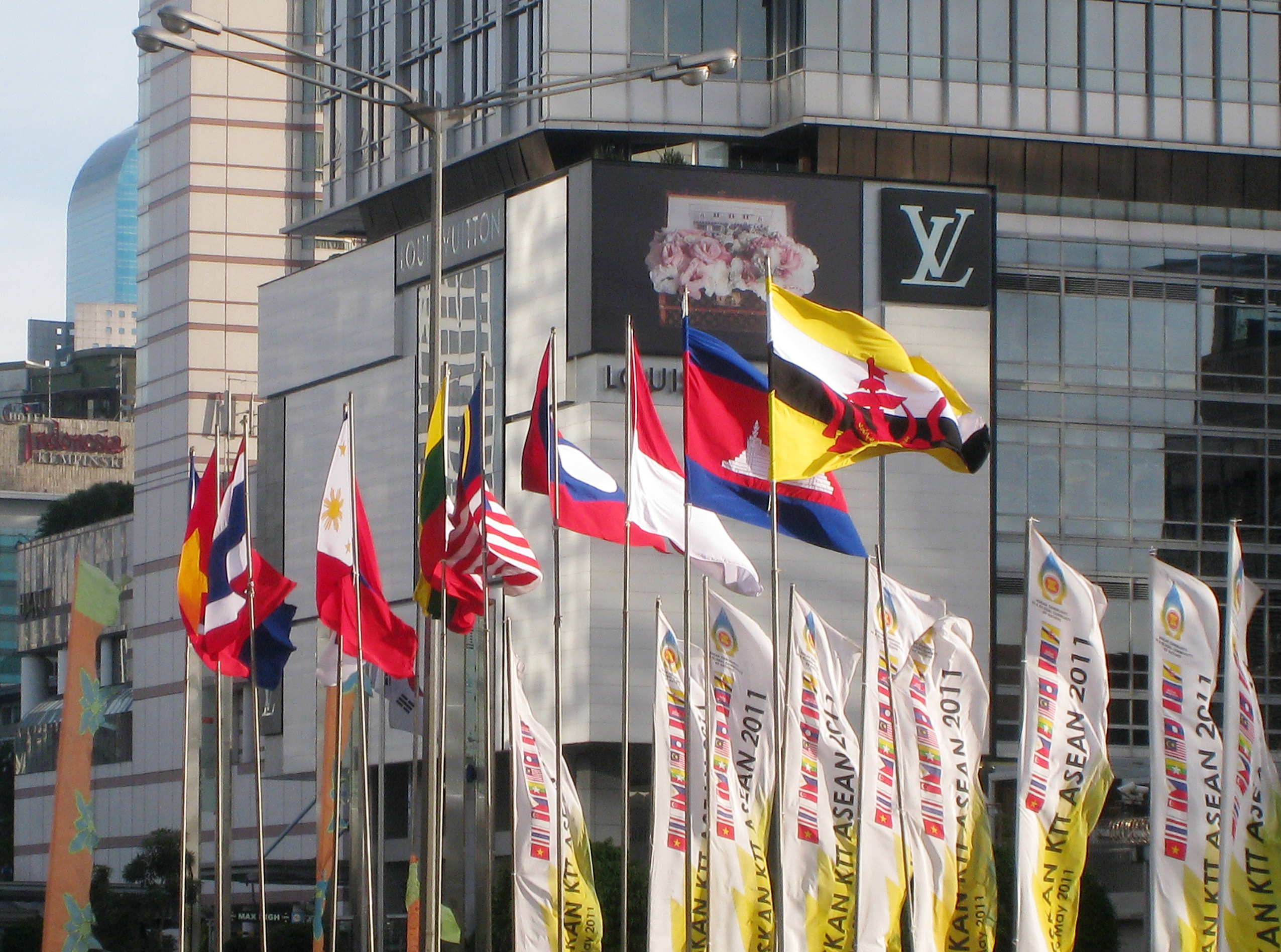
Banderes dels 10 membres de l'ASEAN

Hi ha 2 països que han sol·licitat l'accés, Papua Nova Guinea i Timor Oriental. També han mostrat interès en l'adhesió Bangladesh, Fiji i Sri Lanka.

## Accions destacades
Les següents accions han buscat la integració dels diferents països membres per treballar com un ens comú:
- Intercanvi preferent de manufactures sense duanes (AFTA)
- Lliure circulació aèria (completada previsiblement el 2015)[14]
- Consorci d'universitats (AUN), amb 21 centres adscrits
- Parlament regional (AIPO)
- Himne oficial: The Asean Way
- Competicions esportives específiques, com un campionat de futbol i els Southeast Asian Games
- Accions comunes per protegir les zones naturals protegides, amb un llistat i legislació específica

### Campionat de futbol
El Campionat de Futbol de l'ASEAN és un torneig internacional bianual de futbol organitzat per la Federació de futbol de l'ASEAN, constituïda pels equips de les nacions del sud-est Asiátic. Des que va ser inaugurat el 1996, aquesta copa ha estat guanyada tres vegades per Singapur i Tailàndia; Vietnam la va guanyar una vegada, i Indonèsia ha estat subcampiona tres vegades però sense haver guanyat la copa. Malàisia paral·lelament va ser subcampiona en una ocasió.
La Cervesa Tigre, fabricada a Singapur va ser el patrocinador del torneig des dels seus inicis fins a 2005, temps durant el qual es deia «Copa Tigre». Des de 2007, el torneig s'anomena Campionat de futbol de l'ASEAN a causa de la finalització del contracte de patrocini. L'any 2008, La companyia Suzuki va comprar els drets del nom del torneig. Així, l'edició de 2008 es va dir «Copa Suzuki AFF 2008».

## Cimeres

### Cimeres de l'ASEAN
L'organització porta a terme unes reunions conegudes com a Cimeres de l'ASEAN, on es reuneixen els caps de govern de cada estat membre per discutir i resoldre els problemes regionals, així com per dur a terme altres reunions amb altres països de fora de l'organització amb la intenció de promoure les relacions exteriors. La primera cimera formal dels líders de l'ASEAN es va celebrar Bali (Indonèsia) el 1976. A la tercera reunió que es va celebrar a Manila el 1987 es va decidir que els líders es reunirien cada cinc anys. En conseqüència, la quarta reunió es va celebrar el 1992 a Singapur, i allà els líders van acordar de reunir-se amb més freqüència, decidint de celebrar la cimera cada tres anys.
El 2001, es va decidir que els caps de govern es reunirien anualment per abordar els problemes urgents que afectin la regió. També es va decidir que els països membres serien l'amfitrió de la cimera seguint un ordre alfabètic, una excepció va ser el cas de Myanmar, que el 2004 va declinar els seus drets d'allotjar la cimera del 2006 a causa de la pressió dels Estats Units i la Unió Europea.
El desembre del 2008 va entrar en vigor la Carta de l'ASEAN i amb això la Cimera de l'ASEAN passà a celebrar-se dues vegades l'any.
La cimera formal es reuneix durant tres dies. El contingut habitual és el següent:
- Els líders dels estats membres celebren una reunió d'organització interna.
- Els líders dels estats membres celebren una conferència conjunta amb els ministres de Relacions Exteriors del Fòrum Regional de l'ASEAN.
- A una altra reunió, coneguda com a ASEAN més tres, s'afegeixen els líders dels tres Dialogue Partners (socis de diàleg), la República Popular de la Xina, el Japó i Corea del Sud.

| Cimeres formals de l'ASEAN | Cimeres formals de l'ASEAN                               | Cimeres formals de l'ASEAN | Cimeres formals de l'ASEAN |                          |
| | Data                                                     | Lloc de realització        | Amfitrió                   |                          |
| --- | -------------------------------------------------------- | -------------------------- | -------------------------- | ------------------------ |
| 1a | 23–24 de febrer del 1976                                 | Indonèsia                  | Bali                       | Soeharto                 |
| 2a | 4–5 d'agost del 1977                                     | Malàisia                   | Kuala Lumpur               |                          |
| 3a | 14–15 de desembre del 1987                               | Filipines                  | Manila                     | Corazon Aquino           |
| 4a | 27‒29 de gener del 1992                                  | Singapur                   | Singapur                   | Goh Chok Tong            |
| 5a | 14‒15 de desembre del 1995                               | Tailàndia                  | Bangkok                    | Banharn Silpa-archa      |
| 6a | 15‒16 de desembre del 1998                               | Vietnam                    | Hanoi                      | Phan Văn Khải            |
| 7a | 5‒6 de novembre del 2001                                 | Brunei                     | Bandar Seri Begawan        | Hassanal Bolkiah         |
| 8a | 4‒5 de novembre del 2002                                 | Cambodja                   | Phnom Penh                 | Hun Sen                  |
| 9a | 7‒8 d'octubre del 2003                                   | Indonèsia                  | Bali                       | Megawati Soekarnoputri   |
| 10a | 29‒30 de novembre del 2004                               | Laos                       | Vientiane                  | Bounnhang Vorachith      |
| 11a | 12‒14 de desembre del 2005                               | Malàisia                   | Kuala Lumpur               | Abdullah Ahmad Badawi    |
| 12a | 11‒14 de gener del 2007¹                                 | Filipines²                 | Illa de Cebu               | Gloria Macapagal-Arroyo  |
| 13a | 18‒22 de novembre del 2007                               | Singapur                   | Singapur                   | Lee Hsien Loong          |
| 14a3 | 27 de febrer - 1 de març del 2009 10–11 d'abril del 2009 | Tailàndia                  |                            | Cha Am, Hua Hin Pattaya  |
| 15a | 23 d'octubre del 2009                                    | Tailàndia                  |                            | Cha Am, Hua Hin          |
| 16a | 8–9 d'abril del 2010                                     | Vietnam                    | Hanoi                      | Nguyễn Tấn Dũng          |
| 17a | 28-31 d'octubre del 2010                                 | Vietnam                    | Hanoi                      | Nguyễn Tấn Dũng          |
| 18a4 | 7–8 de maig del 2011                                     | Indonèsia                  | Jakarta                    | Susilo Bambang Yudhoyono |
| 19a4 | 14–19 de novembre del 2011                               | Indonèsia                  | Bali                       | Susilo Bambang Yudhoyono |
| ¹ La cimera que s'havia de desenvolupar entre el 10 i el 14 de desembre del 2006 va ser ajornada a causa del tifó Seniang.. |                                                          |                            |                            |                          |
| ² Les filipines van acollir la cimera perquè Myanmar va declinar organitzar-la a causa de les pressions dels Estats Units i la Unió europea. |                                                          |                            |                            |                          |
| 3 La cimera es va dividir en dues parts. La primera corresponia a la cimera que s'havia de celebrar entre el 12 i el 17 de desembre del 2008 i que va ser ajornada a causa de la crisi política tailandesa. La segona part es va suspendre l'onze d'abril quan els manifestants van entrar a la seu de la cimera. |                                                          |                            |                            |                          |
| 4 Indonèsia va proposar un intercanvi amb Brunei atès que serà la seu de la reunió de l'APEC (i possiblement de la reunió del G20) durant el 2013. |                                                          |                            |                            |                          |

Durant la cinquena cimera, que es va fer a Bangkok, els dirigents de l'ASEAN van decidir reunir-se de manera "informal" un cop entre cada cimera formal:
| Cimeres informals de l'ASEAN | Cimeres informals de l'ASEAN | Cimeres informals de l'ASEAN | Cimeres informals de l'ASEAN |
|                              | Date                         | Estat                        | Amfitrió                     |
| ---------------------------- | ---------------------------- | ---------------------------- | ---------------------------- |
| 1a                           | 30 de novembre del 1996      | Indonèsia                    | Jakarta                      |
| 2a                           | 14‒16 de desembre del 1997   | Malàisia                     | Kuala Lumpur                 |
| 3a                           | 27‒28 de novembre del 1999   | Filipines                    | Manila                       |
| 4a                           | 22‒25 de novembre del 2000   | Singapur                     | Singapur                     |

### Cimeres de l'Àsia Oriental

Participants a les cimeres de l'Àsia Oriental:
ASEAN
ASEAN més tres
Membres addicionals
Observador

La Cimera de l'Àsia Oriental (East Asia Summit o EAS) és un fòrum pan-asiàtic que reunieix anualment els líders de 16 països de l'Àsia oriental i la regió del sud-est asiàtic, amb l'ASEAN en una posició de lideratge. A la cimera s'han discutit temes com el comerç, l'energia o la seguretat i té un paper important en la construcció del que ha de ser la Comunitat d'Àsia Oriental.
Els assistents a la cimera són els 10 membres de l'ASEAN juntament amb la Xina, el Japó, Corea del Sud, l'Índia, Austràlia i Nova Zelanda, que junts representen gairebé la meitat de la població mundial. Rússia ha demanat la seva adhesió a la cimera i el 2005 va ser convidada per Malàisia a la primera cimera de l'EAS.
La primera cimera es va celebrar a Kuala Lumpur el 14 de desembre del 2005 i a partir de llavors s'han anat celebrat anualment després de la Cimera formal de l'ASEAN.
| Cimera | Estat     | Ciutat           | Data                    | Notes |
| ------ | --------- | ---------------- | ----------------------- | --- |
| 1a.    | Malàisia  | Kuala Lumpur     | 14 de desembre del 2005 | Rússia assisteix com a invitat. |
| 2a.    | Filipines | Cebu             | 15 de gener del 2007    | Reprogramada pel 13 de desembre del 2006. Declaració de Cebú sobre Seguretat Energètica a l'Àsia Oriental |
| 3a.    | Singapur  | Singapur         | 21 de novembre del 2007 | Declaració de Singapur sobre el Canvi Climàtic, l'Energia i el Medi Ambient Acord per crear l'Institut d'Investigació Econòmica de l'ASEAN i l'Àsia Oriental |
| 4a.    | Tailàndia | Cha-am i Hua Hin | 25 d'octubre del 2009   | La data i la ubicació es va canviar diverses vegades i després la cimera prevista per al 12 d'abril del 2009 a Pattaya (Tailàndia) va ser cancel·lada quan els manifestants van irrompre a la seu de la cimera. Es va reprogramar per a l'octubre de 2009 i es va canviar un altre cop de lloc, en comptes de Phuket es va celebrar a Cha-am i Hua Hin. |
| 5a.    | Vietnam   | Hanoi            | 31 October 2010         | Pendent de celebració. |

### Cimeres commemoratives
Les cimeres commemoratives són unes reunions organitzades en estat que no és membre de l'ASEAN per commemorar l'aniversari de l'establiment de les relacions entre l'ASEAN i el país amfitrió. El país amfitrió convida els caps de govern dels països membres de l'ASEAN per debatre la futura cooperació i associació.
| Cimera                             | Amfitrió        | Ciutat  | Data                        | Notes |
| ---------------------------------- | --------------- | ------- | --------------------------- | --- |
| ASEAN – Japó                       | Japó            | Tòquio  | 11, 12 de desembre del 2003 | Per celebrar el 30è aniversari de l'establiment de les relacions entre l'ASEAN i el Japó. La cimera també és remarcable per ser el primer cop que l'ASEAN celebrava una reunió amb un país tercer. |
| ASEAN – Xina                       | R.P. de la Xina | Nanning | 30, 31 d'octobre del 2006   | Per celebrar el 15è aniversari de l'establiment de les relacions entre l'ASEAN i la Xina. |
| ASEAN – República de Corea del Sud | Corea del Sud   | Jeju-do | 1, 2 de juny del 2009       | Per celebrar el 20è aniversari de l'establiment de les relacions entre l'ASEAN i Corea del Sud. |

### Fòrum Regional

█ Membres de l'ASEAN
█ Observadors de l'ASEAN
█ Candidats a l'ASEAN
██ ASEAN més tres
███ East Asia Summit
██████ Fòrum Regional de l'ASEAN

El Fòrum Regional de l'ASEAN (ASEAN Regional Forum o ARF) és un fòrum de diàleg formal, oficial i multilateral de la regió Àsia-Pacífic. El juliol del 2007 va comptar amb 27 participants. Els objectius de l'ARF són el foment del diàleg i les consultes, i la promoció de la confiança i la diplomàcia preventiva a la regió.
El Fòrum Regional es va reunir per primer cop el 1994. Els participants actuals són els següents: tots els membres de l'ASEAN, Austràlia, Bangladesh, el Canadà, la República Popular de la Xina, la Unió Europea, l'Índia, el Japó, Corea del Nord, Corea del Sud, Mongòlia, Nova Zelanda, Pakistan, Papua Nova Guinea, Rússia, Timor Oriental, Estats Units i Sri Lanka.
La República de la Xina (també coneguda com a Taiwan) va ser exclosa del Fòrum des del moment de la seva creació, i les qüestions relacionades amb l'estret de Taiwan no són mai tractades a les reunions de l'ARF ni s'esmenta a les declaracions del President del Fòrum.
altres reunions

### Altres reunions
A part dels anteriors, també se celebren altres reunions regulars. Aquestes inclouen reunions anuals ministerials (ASEAN Ministerial meetings), així com altres reunions de comitès. Les reunions se centren principalment en temes específics, com la defensa o el medi ambient, i són ateses pels ministres, en lloc dels caps de govern.

#### més Tres
L'ASEAN més tres (ASEAN Plus Three) és una reunió entre l'ASEAN, la Xina, Japó i Corea del Sud, i principalment se celebra a cada Cimera de l'ASEAN.

#### Cimera Àsia-Europa
La Cimera Àsia-Europa (ASEM) és un procés de diàleg informal iniciat el 1996 amb la intenció de reforçar la cooperació entre els països d'Europa i Àsia, especialment els membres de la Unió Europea i l'ASEAN, en particular. L'ASEAN, representada pel seu Secretariat, és un dels 45 socis de l'ASEM. També nomena un representant perquè se sentin a la taula directiva de Fundació Àsia-Europa (ASEF), una organització sociocultural associada a la reunió.

#### Cimera ASEAN-Rússia
La Cimera de l'ASEAN-Rússia és una reunió anual entre els líders dels estats membres i el president de Rússia.

## Carta de l'ASEAN
El 15 de desembre del 2008, els membres de l'ASEAN es van reunir a Jakarta, la capital d'Indonèsia, per posar en marxa una Carta, que havia estat signada el novembre del 2007, amb l'objectiu d'apropar-se a una comunitat de l'estil de la Unió Europea. La Carta de l'ASEAN va entrar en vigor com a entitat jurídica amb l'objectiu de crear un espai únic de lliure comerç per a la regió, que abasta 500 milions de persones. El president d'Indonèsia Susilo Bambang Yudhoyono va declarar: Aquest és un esdeveniment transcendental quan l'ASEAN s'està consolidant, integrant-se i transformant-se en una comunitat Això s'aconsegueix mentre que l'ASEAN cerca un rol paper més important als assumptes de l'Àsia i a nivell mundial, en un moment en què el sistema internacional està experimentant un canvi radical, [en referència al canvi climàtic i a la crisi econòmica]. El Sud-est d'Àsia ja no està amargament dividit, una regió devastada per la guerra com va passar durant les dècades del 1960 i 1970
Els principis fonamentals de la Carta són:
1. el respecte per la independència, la sobirania, la igualtat, la integritat territorial i la identitat nacional de tots els estats membres de l'ASEAN;
2. el compromís compartit i la responsabilitat col·lectiva en la millora de pau, la seguretat i la prosperitat;
3. la renúncia a l'agressió, l'amenaça o l'ús de la força o d'altres accions de qualsevol tipus que siguin incompatibles amb el dret internacional;
4. la confiança en la solució pacífica de les controvèrsies;
5. la no ingerència en els assumptes interns dels estats membres de l'ASEAN;
6. el respecte al dret de cada estat membre a dirigir la seva existència nacional sense ingerències externes, subversió ni coerció;
7. millorar les consultes sobre assumptes que afecten greument l'interès comú de l'ASEAN;
8. l'adhesió a l'imperi de la llei, el bon govern, els principis de la democràcia i el govern constitucional;
9. el respecte de les llibertats fonamentals, la promoció i la protecció dels drets humans i la promoció de la justícia social;
10. el respecte a la Carta de les Nacions Unides i el dret internacional, inclòs el dret humanitari internacional, subscrit pels estats membres de l'ASEAN;
11. l'abstenció de participar en qualsevol política o activitat, incloent-hi l'ús del seu territori, seguida per un estat membre de l'ASEAN o no pertanyent a l'ASEAN o per qualsevol actor no estatal, que posi en perill la sobirania, la integritat territorial o l'estabilitat política i econòmica dels estats membres de l'ASEAN;
12. el respecte a les diferents cultures, idiomes i religions dels pobles de l'ASEAN, posant l'èmfasi en els seus valors comuns, en l'esperit de la unitat en la diversitat;
13. la centralitat de l'ASEAN en matèria de política exterior, relacions econòmiques, socials i culturals participant activament de cara a l'exterior de manera inclusiva i no discriminatòria, i
14. l'adhesió a les normes del comerç multilateral i els règims basats en normes de l'ASEAN per a l'aplicació efectiva dels compromisos econòmics i la reducció progressiva, amb tendència vers l'eliminació, de totes les barreres a la integració econòmica regional en una economia de mercat.

Tanmateix, la crisi financera global ha estat considerada com una amenaça per als objectius previstos a la Carta, i també s'ha considerat la idea d'un organisme pels drets humans i es va proposar per a ser discutida en una propera cimera, el febrer del 2009. Aquesta proposta va causar controvèrsia, ja que l'organisme no tindria el poder d'imposar sancions o castigar els països que violessin els drets dels ciutadans, de manera que la seva eficàcia seria limitada. L'organisme va ser creat a finals de 2009 com la Comissió Intergovernamental de l'ASEAN pels Drets Humans (ASEAN Intergovernmental Commission on Human Rights o AICHR)